# Bodil

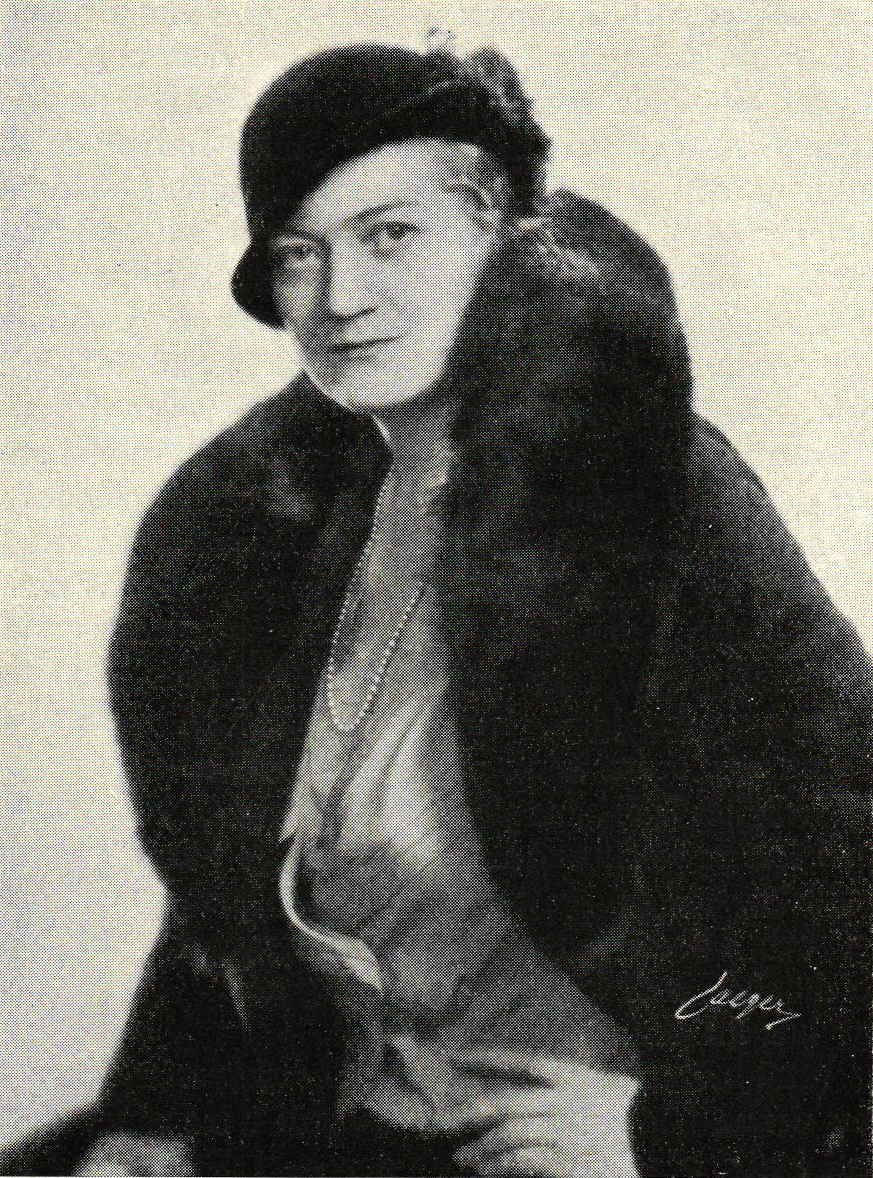
Bodil Ipsen

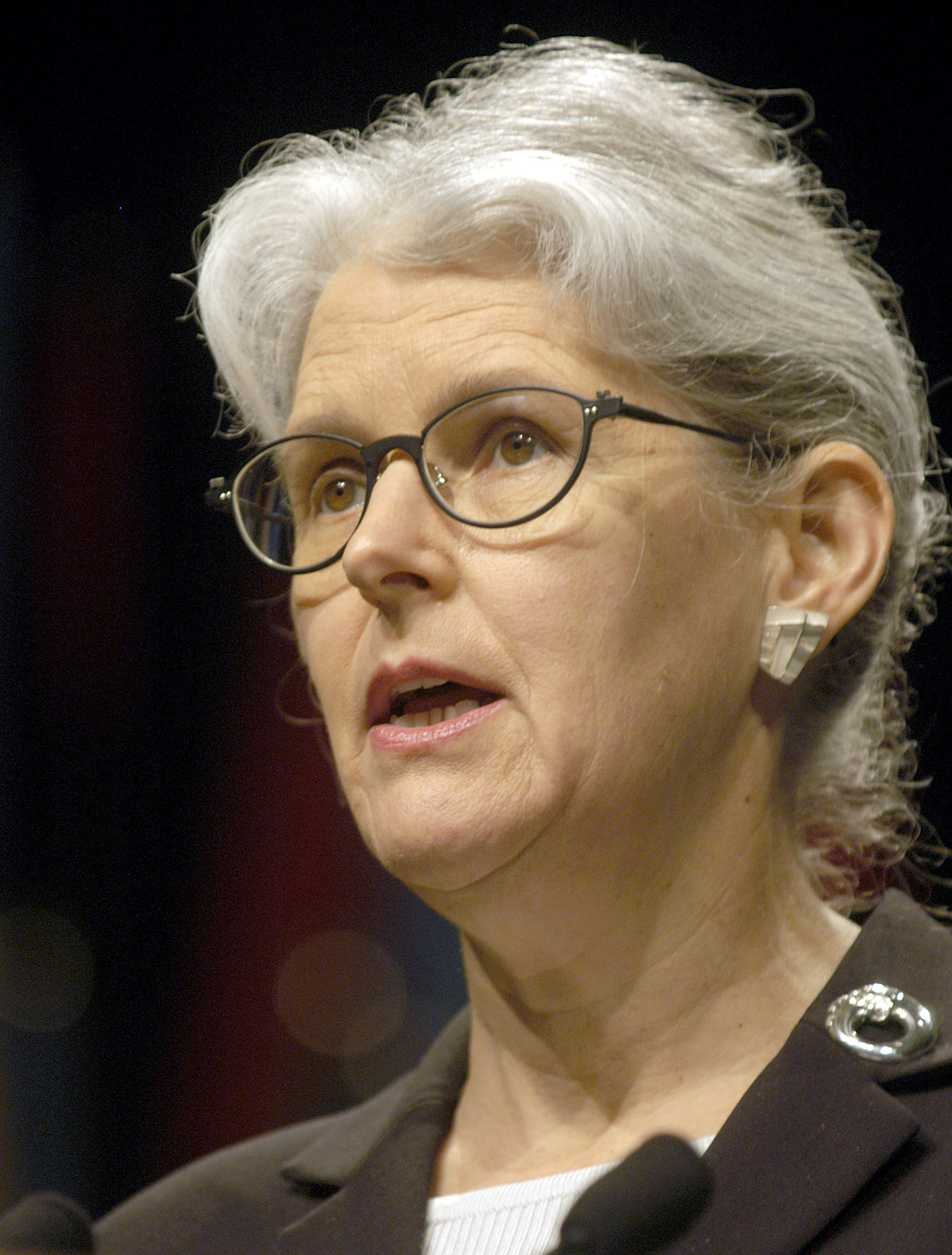
Bodil Nyboe Andersen

Bodil är ett fornnordiskt kvinnonamn och är en dansk form av Bothild (ursprungligen Bóthildr) som är sammansatt av orden bot, bättring, hjälp och hildr som betyder strid. Andra varianter av namnet är Boel och Botilda.
Under 1940- och 1950-talet var Bodil förhållandevis vanligt i Sverige, men de sista årtiondena har endast några enstaka flickor i varje årskull fått namnet som tilltalsnamn/förstanamn.[källa behövs]
Den 31 december 2015 fanns det totalt 7 677 kvinnor folkbokförda i Sverige med namnet Bodil, varav 4 744 bar det som tilltalsnamn.
Namnsdag: 26 januari, (1986–1992: 5 juni). Firas tillsammans med Boel. I den finlandssvenska namnsdagslängden har Bodil namnsdag 9 februari sedan 1950.

## Personer med namnet Bodil
- Bodil Agerschou, dansk sångerska
- Bodil Bech, dansk poet
- Bodil Begtrup, dansk FN-delegat och ambassadör
- Bodil Bredsdorff, dansk barnboksförfattare
- Bodil Dybdal, dansk domare i Højesteret
- Bodil Granberg, svensk djuruppfödare och cirkusdirektör
- Bodil Hulgaard, svensk jurist och regeringsråd
- Bodil Ipsen, dansk skådespelerska
- Bodil Jönsson, svensk fysiker och författare
- Bodil Jørgensen, dansk skådespelerska
- Bodil Kjer, dansk skådespelerska
- Bodil Koch, dansk politiker
- Bodil Lassen, dansk skådespelerska
- Bodil Lindfors, finländsk författare
- Bodil Jerslev Lund, dansk professor i organisk kemi
- Bodil Malmsten, svensk författare
- Bodil Mannheimer, svensk skådespelerska
- Bodil Mårtensson, svensk kriminalförfattare
- Bodil Mårtensson, svensk regissör, manusförfattare och skådespelerska
- Bodil Nyboe Andersen, dansk nationalbanksdirektör och ordförande för Röda Korset
- Bodil Thrugotsdatter, drottning av Danmark
- Bodil Udsen, dansk skådespelerska
- Bodil Valero, svensk politiker (MP)